# Biblioteka Wróblewskich w Wilnie
Państwowa Biblioteka im. Eustachego i Emilii Wróblewskich w Wilnie, biblioteka fundacyjna założona w 1912 w Wilnie, obecnie Biblioteka Litewskiej Akademii Nauk.

## Historia
Biblioteka Wróblewskich została założona przez wileńskiego adwokata, kolekcjonera i bibliofila Tadeusza Wróblewskiego w 1912. Wróblewski zarówno skupował księgozbiory i kolekcje bibliofilskie, jak i przyjmował w postaci książek swoje honoraria. Biblioteka była systematycznie powiększana, trafiały do niej bezcenne księgozbiory polskie i obce z obszaru dawnej Rzeczypospolitej oraz Rosji i Prus (m.in. zbiory Bielińskich, Ciechanowskich, Fedorowiczów, Grużewskich, Platerów, Weyssenhoffów i in.). W początkach biblioteki Wróblewski był nie tylko jej właścicielem, lecz także kustoszem, później jednak, ze względu na zasobność zbiorów, biblioteka została przekazana w depozyt państwa polskiego, które wówczas władało Wilnem.
W 1926 bibliotekę upaństwowiono jako Państwową Bibliotekę im. Eustachego i Emilii Wróblewskich w Wilnie. Dla jej potrzeb rząd Rzeczypospolitej Polskiej zakupił pałac Tyszkiewiczów położony u zbiegu ul. Arsenalskiej (obecnie Tadeusza Wróblewskiego) i Zygmuntowskiej. W latach 1928–1929 pałac został przebudowany według projektu Stanisława Miecznikowskiego. Od 1930 w gmachu biblioteki mieścił się także Instytut Naukowo-Badawczy Europy Wschodniej i Szkoła Nauk Politycznych. W 1931 w oparciu o prywatne zbiory jej długoletniego kustosza Ludwika Abramowicza przy bibliotece powstało Muzeum Ikonograficzne Wilna. W latach 1934–1939 dyrektorem biblioteki był Stefan Burhardt. W 1939 zbiory biblioteczne obejmowały co najmniej 163 000 woluminów, 35 000 rękopisów, kolekcje numizmatyczne i kartograficzne, galerię malarstwa polskiego i obcego.
Po agresji sowieckiej na Polskę obowiązki dyrektora biblioteki pełnił Marian Pieciukiewicz.
Po wkroczeniu do Wilna armii litewskiej (27 października 1939) Biblioteka Wróblewskich została przejęta przez Republikę Litewską. Razem z innymi polskimi bibliotekami (m.in. Biblioteką Towarzystwa Przyjaciół Nauk w Wilnie liczącą prawie 77 000 woluminów) posłużyła Litwinom do utworzenia Biblioteki Litewskiej Akademii Nauk (lit. Lietuvos mokslų akademijos biblioteka). Nigdy żadna jej część nie została zwrócona państwu polskiemu. Trzeba jednak zaznaczyć, że Bogdan Wróblewski w swoim testamencie przekazał zbiory w depozyt państwu polskiemu pod warunkiem, że zostaną one na zawsze w Wilnie. Sam Tadeusz Wróblewski należał do środowiska krajowców, czyli szlachty litewskiej lojalnej przede wszystkim ideom Wlk. Ks. Litewskiego.
W styczniu 2010 doszło do zmiany nazwy biblioteki. Obecnie nazwa biblioteki brzmi: Biblioteka Litewskiej Akademii Nauk im. Wróblewskich.